# 댄 유잉
댄 유잉(Dan Ewing, 1985년 6월 3일 ~ )은 오스트레일리아의 배우이다.

## 출연 작품
- 아큐페이션 2 레인폴 (2021)
- 러브 앤 몬스터스 (2020)
- 아큐페이션 (2018)